# Juanita Carberry
Juanita Carberry (* 7. Mai 1925; † 27. Juli 2013 in London) war eine kenianische Schriftstellerin. Bekannt wurde sie durch ihre Memoiren und ihre Rolle im Zusammenhang mit der Affäre um Josslyn Victor Hay (1901–1941), 22. Earl of Erroll.

## Leben
Die Tochter aus reichem Hause verlor mit drei Jahren ihre Mutter bei einem Flugzeugabsturz. Die Stiefmutter traktierte sie mit Schlägen. In den Internatsjahren in England, der Schweiz und Südafrika erfuhr sie vielfältige Schikanen. Mit fünfzehn Jahren will sie vom Mörder Lord Errolls dessen Geständnis erfahren haben. Sie behielt es für sich bis zur Veröffentlichung ihrer Erinnerungen.
Das Thema ist mehrfach verfilmt und beschrieben worden. Die BBC erstellte ein Porträt von Carberry als Fanny (Hilfskrankenschwester) während des Krieges und eine Dokumentation ihrer Kindheit in Kenia. Für die Verfilmung von Jenseits von Afrika arbeitete sie als Beraterin. In die Schlagzeilen geriet sie mit siebenundsiebzig Jahren, als sie bekannt gab, nach ihrem Tod ihren Leichnam Gunther von Hagens zu vermachen.

## Werke
- Child of the Happy Valley, A Memoir by Juanita Carberry,  with Nicola Tyrer,  William Heinemann Verlag, London, 1999, ISBN 0-434-00729-3 auf Deutsch erschienen als
- Letzte Tage in Kenia. Meine Kindheit in Afrika Übersetzer Anneli von Könemann Ullstein Tb 2001, ISBN 3-548-36312-1 ISBN 978-3-548-36312-7.

## Film
- White Mischief, deutsch: Die letzten Tage in Kenia[2]
- The Case of the Earl of Erroll[3]